# Palacete Guerreirinho
O Palacete Guerreirinho é um edifício "notável" da cidade de Faro.

Construído pelo arquitecto Norte Júnior, em estilo neo-clássico, a pedido de Francisco Guerreiro Pereira Júnior, acabou de ser construído em 1936.
O interior apresenta interessantes trechos decorativos nas paredes com representações diversas, nomeadamente uma do Palácio da Fonte da Pipa, em Loulé (outrora também pertencente aos mesmos proprietários).
O edifício desemboca em duas ruas (Ventura Coelho e Infante D. Henrique), sendo que na esquina foi erigido nos anos 70 um outro edifíco cujas obras permitiram descobrir parte de um valioso mosaico romano hoje em exposição no Museu Municipal de Faro, sendo portanto de admitir como provável que sob as fundações do Palacete Guerreirinho se encontrem importantes vestígios da mesma época.
O Palacete Guerreirinho funciona, desde há umas décadas, como Messe de Oficiais das Forças Armadas.

## Fonte
- Fernandes, José Manuel. Janeiro, Ana. Arquitectura no Algarve - Dos Primórdios à Actualidade, Uma Leitura de Síntese. Edição da CCDRAlg (Comissão de Coordenação e Desenvolvimento Regional do Algarve) e Edições Afrontamento, 2005.
- Lameira, Francisco I. C. Faro Edificações Notáveis. Edição da Câmara Municipal de Faro, 1995.